# Korytarz z Różą
Korytarz z Różą – jaskinia, a właściwie schronisko, w Dolinie Kościeliskiej w Tatrach Zachodnich. Wejście do niej znajduje się w Organach, w ścianie Dziurawej Turni, obok Jaskini Balkonowej i południowych otworów Okien Zbójnickich Niżnich, na wysokości 1230 metrów n.p.m. Jaskinia jest pozioma, a jej długość wynosi 9 metrów.

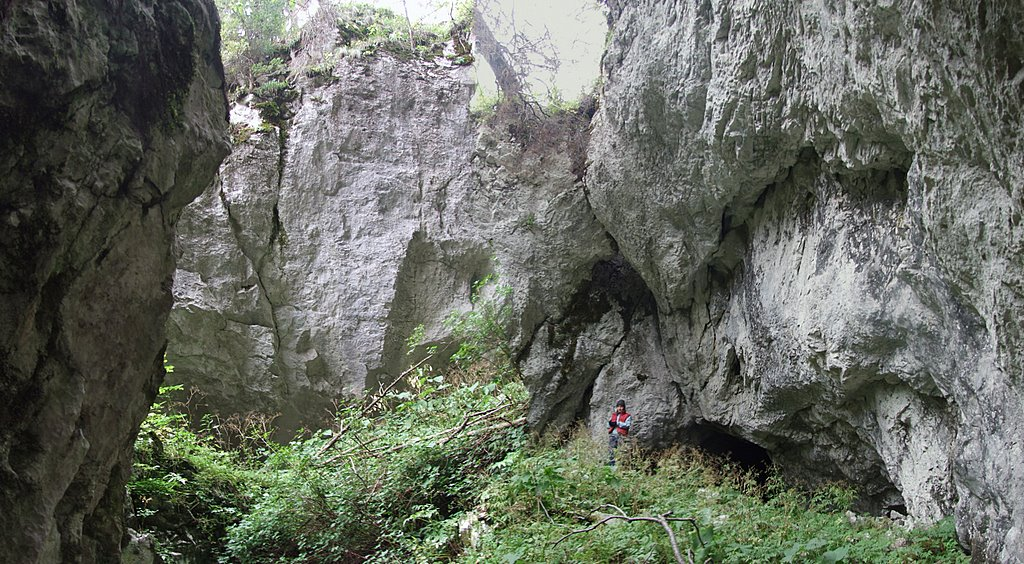
Okolice Zbójnickich Okien w Organach

## Opis jaskini
Jaskinię stanowi poziomy, prosty korytarz zaczynający się w niewielkim otworze wejściowym, a kończący zawaliskiem.

## Przyroda
W jaskini występują nacieki grzybkowe i polewy naciekowe. Ściany są suche, rosną na nich mchy, trawy i porosty.

## Historia odkryć
Jaskinia była prawdopodobnie znana od dawna. Próbowali się do niej dostać już w 1935 roku Stefan Zwoliński z robotnikami. Udało się to tylko Władysławowi Goryckiemu. Pierwszy plan i opis jaskini sporządziła I. Luty przy współpracy M. Kapełuś w 1992 roku. W otworze wejściowym rośnie róża alpejska, stąd nazwa jaskini.